# 희망의 당 (2018년)
희망의 당(일본어: 希望の党, きぼうのとう 기보 노 토[*], 영어: Party of Hope)은 일본의 정치단체이다. 2018년 5월 7일 국민민주당과의 합당을 반대하던 구 희망의 당 강경 보수파 의원들이 마쓰자와 시게후미를 중심으로 재창당하였다. 2020년 10월 27일 국민민주당의 신회파인 "국민민주당·무소속회"에 합류하기로 결정함에 따라 해산 신청서를 제출하였다. 2021년 10월 1일 공식적으로 해산되었다.

## 역사

### 창당 이전
2016년 도쿄도지사 선거에서 고이케 유리코 중의원 의원은 자유민주당 당원 자격으로 도지사에 당선되었다. 당시 고이케는 당의 공식 후보도 아닌 상태였다. 이후 2017년 6월 자민당을 탈당하고 지역정당인 도민퍼스트회를 창당, 도의회 선거에 나섰다. 이 과정에서 아베 연립내각에 참여하는 공명당이 도민퍼스트회를 지지하였고, 자민당을 누르고 제1당에 올라 자민당의 입지를 위협하였다.
2017년 9월 25일, 고이케 도시자가 기자회견을 열고 '희망당' 창당을 선언, 자신이 대표를 맡겠다고 발표하였다. 당명은 고이케 도지사를 중심으로 한 정치학원 '희망의 숙' (希望の塾)에서 따왔다. 같은 날 총무성에 당 설립을 신고하였다. 첫 등록 당원은 현직 국회의원 9인이었다.
같은 해 11월 14일, 고이케 대표가 총선거 참패의 책임을 지고 공동대표였던 다마키 유이치로에게 당직 인선을 일임하겠다는 입장을 밝힌 뒤, 당 대표직에서 사임했다.
2018년 5월 7일, 야권 재편으로 희망당은 민진당과 합당하여 국민민주당으로 출범하였다.

### 창당
합당에 반발하던 당 내 강경 보수파 의원들은 같은 날 똑같은 이름인 '희망당(希望の党)'으로 재창당하였다.
나카야마 나리아키, 이노우에 카즈노리 등 중·참의원 총5명이 참가하여 마쓰자와 시게후미가 초대 대표로 당선되었다.
7월 24일 창당 대회를 열고 헌법개정과 소비세 증세 동결, 탈원전 등 12가지의 정책이 발표되었다.
10월에는 마쓰자와 시게후미가 일본유신회 참의원과의 통일 회파 결성을 타진, 10월 24일 소집된 임시 국회에서 통일 회파 의원들을 만났다. 정기 국회 소집을 앞둔 2019년 1월 23일 참의원의 통일 회파 일본유신회·희망당을 결성했다.
같은해 5월 28일 의원 총회의에서 마쓰자와 시게후미는 "일본유신회와의 합류를 목표로 할 방침이 당 내에서의 이해를 얻지 못했다"라며 대표직에서 사임하고 교다 구니코 간사장도 동시에 사임했다. 차기 대표로 나카야마 나리아키가 취임하였으며 간사장으로는 이노우에 카즈노리가 취임하였다.
6월 5일 교다 구니코가 탈당하면서 정당 요건을 상실했고 그후 마쓰자와 시게후미도 탈당하여 일본유신회로 이적했다. 7월 28일 통일 회파의 대표인 나카야마 교코의 임기가 끝남에 따라 참의원에서 의석을 잃고 통일 회파도 해산되었다.
12월 6일 당사를 같은 지역으로 이사했다.

### 해산
2020년 10월 27일 국민민주당의 신회파인 "국민민주당·무소속회"에 합류하기로 결정함에 따라 해산 신청서를 제출했다. 그리고 2021년 10월 1일 공식 해산되었다.

## 정책
희망당은 다음 12가지의 정책들을 제시하고 있었다.
- 소비세 증세 동결
- 탈원전 새로운 애너지 체계 구축
- 미래의 지향적인 중앙성청 개편
- 지방에 3겐(인권·권한·재원) 이양
- 성장 분야 중점 투자
- 미래 불안 해소
- 사람에 대한 투자와 교육의 충실
- 문화의 성장 전략
- 다양성 사회 실현
- 안전하고 안심할 수 있는 국토 실현
- 현실적인 외교·안보 정책
- 헌법개정

## 직책

### 역대 대표
| 대   | 초상 | 이름 (출생~사망)          | 취임일          | 퇴임일          |
| ---- | ---- | ------------------------- | --------------- | --------------- |
| 초대 |      | 마쓰자와 시게후미 (1958~) | 2018년 5월 7일  | 2019년 5월 28일 |
| 2대  |      | 나카야마 나리아키 (1943~) | 2019년 5월 28일 | 2021년 10월 1일 |

### 역대 집행부
| 대표              | 간사장            | 정책조사회장      | 국회대책위원장    | 선거대책위원장 | 최고 고문         | 고문          | 취임일          |
| ----------------- | ----------------- | ----------------- | ----------------- | -------------- | ----------------- | ------------- | --------------- |
| 마쓰자와 시게후미 | 교다 구니코       | 이노우에 카즈노리 | -                 | -              | 나카야마 나리아키 | 나카야마 교코 | 2018년 5월 7일  |
| 나카야마 나리아키 | 이노우에 카즈노리 | 이노우에 카즈노리 | 이노우에 카즈노리 | 나카야마 교코  | -                 | 나카야마 교코 | 2019년 5월 28일 |

### 내용주
1. ↑  공식 후보는 마스다 히로야

### 참조주
1. ↑  “分党は止むをえない 希望の党松沢成文参議院議員”. 2018년 2월 17일.
2. 1 2  “国民民主、立民との衆院共同会派を離脱” (일본어). 2020년 10월 23일.
3. 1 2  “国民、衆院会派が独立：時事ドットコム” (일본어). 2020년 10월 27일. 2020년 10월 31일에 원본 문서에서 보존된 문서.
4. ↑  “小池百合子氏「希望の党」結党宣言、国政にも関わる”. 《ニッカンスポーツ・コム》. 日刊スポーツ新聞社. 2017년 9월 25일. 2017년 9월 25일에 확인함.
5. ↑  新党名「希望の党」で調整　若狭氏「党首は国会議員」 보관됨 2017-09-24 - 웨이백 머신中日新聞 2017년 9월 23일
6. ↑  「希望の党」設立を届け出　国会議員は9人日テレ 2017년 9월 25일
7. ↑  INC, SANKEI DIGITAL (2018년 7월 24일). “希望の党が結党大会 基本政策や改憲条文案を発表” (일본어).
8. ↑  “結党大会で憲法改正条文案を発表”. 《Mainichi Daily News》 (일본어). 2018년 7월 24일. 2018년 7월 25일에 확인함.
9. ↑  “輝照塾 国政見据え「若狭塾」開講　10月にも新党”. 毎日新聞. 2017년 9월 16일. 2017년 9월 16일에 확인함.
10. ↑  INC, SANKEI DIGITAL (2019년 1월 23일). “維新、希望が参院統一会派 野党第三会派に” (일본어). 2019년 1월 24일에 확인함.
11. ↑  “希望の党、政党要件失う 行田氏が離党” (일본어). 2019년 6월 5일. 2019년 6월 5일에 확인함.
12. ↑  “嘉田氏らが新会派、野党統一議員、立民・国民と等距離” (일본어). 2019년 7월 30일. 2019년 8월 3일에 확인함.
13. ↑  “希望の党の情報”.
14. ↑  “希望の党” (일본어). 2020년 11월 1일에 원본 문서에서 보존된 문서. 2020년 8월 25일에 확인함.